# Intel A100
A100（エー100）、もしくはIntel Processor A100（インテル プロセッサー エー100）は、インテルのLPIAカテゴリのIA-32マイクロプロセッサ。IntelのCPUとしては例外的にブランドを持たず、形式番号のみで呼称されている。そのため、シリーズを表す場合はトップナンバーのA100が用いられる。コードネームは Stealey（スティーリィ）。LPIAカテゴリの後続のプロセッサはAtomブランド（シリーズ）である。

## 概要
Intelの資料によれば、A100/A110はモバイル・マイクロアーキテクチャのPentium Mをベースとして、超低電圧で駆動することで3WのTDP枠に収めている。しかし当時Intelは既に同じようなスペックの製品としてULV版のCeleron M（コードネーム「Dothan ULV」、90nmプロセス）を提供しており、実際には既存のDothan ULVの派生品としてパッケージを変更し、低クロック・低消費電力化したものとも指摘されている。ただしDothan-512Kの対応チップセットはi915ファミリであるのに対し、A100/A110はより新しいi945ファミリに対応したものである。
インテルでは、A100/A110と945GU ExpressチップセットそしてICH7U (I/O Controller Hub) を組み合わせたものをIntel Ultra Mobile Platform 2007（コードネーム: McCaslin）と称し、MID (Mobile Internet Device) とUMPC (Ultra Mobile PC) に適した製品群であると位置づけている。
後継製品としてマイクロアーキテクチャから新規に開発されたIntel Atomが発表された。

## 製品
| 型番 | CPU                   | CPU            | CPU               | TDP (W) | FSB (MHz) |
| 型番 | コア数 （スレッド数） | クロック (GHz) | L2キャッシュ (MB) | TDP (W) | FSB (MHz) |
| ---- | --------------------- | -------------- | ----------------- | ------- | --------- |
| A110 | 1 (1)                 | 0.8            | 0.5               | 3       | 400       |
| A100 | 1 (1)                 | 0.6            | 0.5               | 3       | 400       |